# Ulster Open 2011
Die Ulster Open 2011 im Badminton fanden vom 15. bis zum 16. Oktober 2011 in Lisburn statt.

## Sieger und Platzierte
| Disziplin    | Gold                        | Silber                          | Bronze                              |
| ------------ | --------------------------- | ------------------------------- | ----------------------------------- |
| Herreneinzel | Niall Tierney               | Scott David Burnside            | Stuart Lightbody                    |
| Herreneinzel | Niall Tierney               | Scott David Burnside            | Tony Stephenson                     |
| Dameneinzel  | Sinead Chambers             | Petra Rosolova                  | Caroline Black                      |
| Dameneinzel  | Sinead Chambers             | Petra Rosolova                  | Catherine Coyle                     |
| Herrendoppel | Daniel Magee Niall Tierney  | Tony Murphy Tony Stephenson     | Stuart Lightbody Andrew McKee       |
| Herrendoppel | Daniel Magee Niall Tierney  | Tony Murphy Tony Stephenson     | Scott David Burnside Conor Hickland |
| Damendoppel  | Sinead Chambers Jennie King | Fiona Glennon Pauline Glennon   | Laura Butler Kirsty Anne Kelly      |
| Damendoppel  | Sinead Chambers Jennie King | Fiona Glennon Pauline Glennon   | Caroline Black Rachael Darragh      |
| Mixed        | Daniel Magee Fiona Glennon  | Ciaran Chambers Sinead Chambers | Edward Cousins Keelin Hogan         |
| Mixed        | Daniel Magee Fiona Glennon  | Ciaran Chambers Sinead Chambers | Owen Patrick Marron Jennie King     |